# Sergio Leone

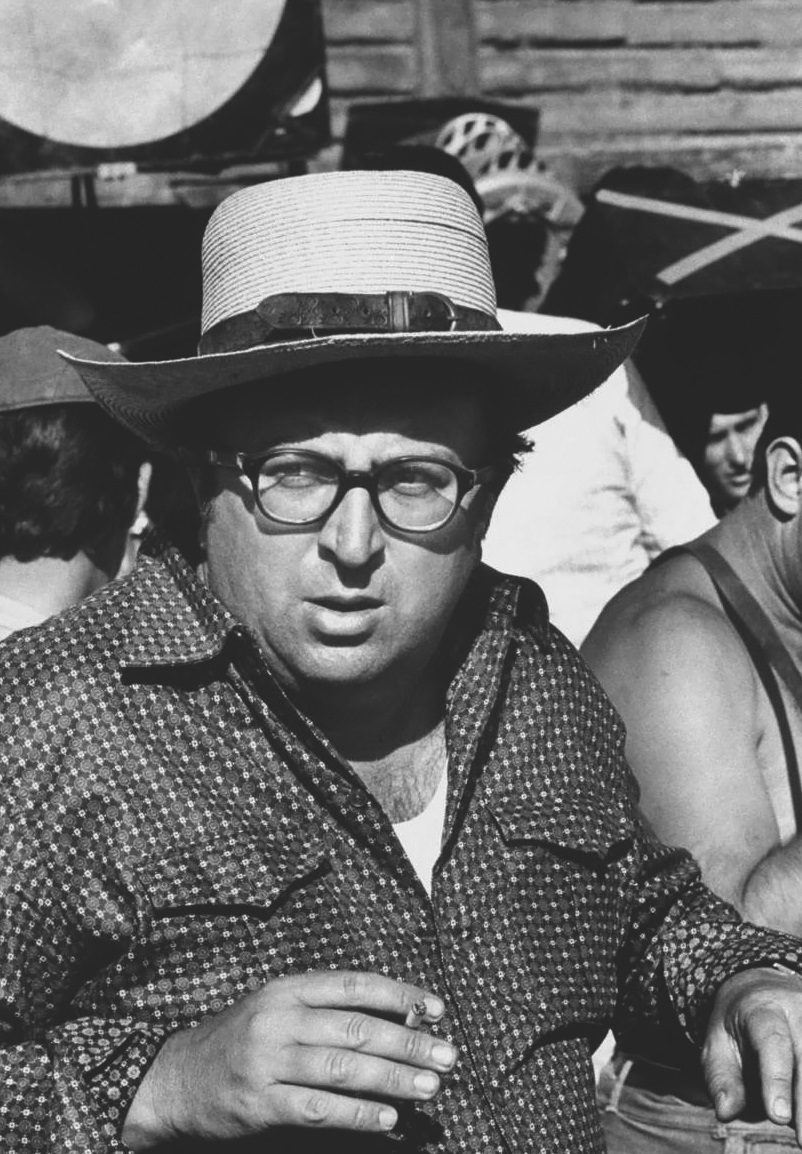
Sergio Leone (1975)

Sergio Leone (ur. 3 stycznia 1929 w Rzymie, zm. 30 kwietnia 1989 tamże) – włoski reżyser i scenarzysta filmowy, główny przedstawiciel spaghetti westernu.
Swoją karierę w filmie Leone zaczynał jako asystent reżysera przy produkcjach włoskich i amerykańskich. Sławę zdobył jako twórca tak zwanej dolarowej trylogii (Za garść dolarów, Za kilka dolarów więcej, Dobry, zły i brzydki), stanowiącej polemikę z motywami występującymi w klasycznych hollywoodzkich westernach. Owa trylogia wypromowała aktora Clinta Eastwooda i przełamała monopol Stanów Zjednoczonych na produkcję westernów. Dalszy etap twórczości reżysera stanowią westerny Pewnego razu na Dzikim Zachodzie i Garść dynamitu oraz dramat gangsterski Dawno temu w Ameryce.
W twórczości Leone dostrzegano między innymi wpływy włoskiego neorealizmu, inspirację sztuką surrealistyczną oraz postmodernistyczną. Bezpośrednio oddziaływał on na pokolenie twórców amerykańskich lat 60. i 70. XX wieku, mimo że początkowo jego filmy spotykały się z niepochlebnymi recenzjami ze strony amerykańskich krytyków. Dzieła włoskiego twórcy jednak ulegały stopniowej rehabilitacji, a jego wpływ sięgnął takich filmowców, jak Sam Peckinpah, Clint Eastwood, Robert Rodriguez i Quentin Tarantino.

## Życiorys

### Młodość
Sergio Leone urodził się 3 stycznia 1929 roku w Rzymie. Jego ojcem był reżyser filmów niemych Vincenzo Leone (pod pseudonimem Roberto Roberti), a jego matką – aktorka Edvige Valcarenghi. Mimo nalegań ojca, żeby studiował prawo, Sergio Leone postanowił podjąć pracę w kinematografii.
Leone rozpoczął karierę w 1948 roku jako asystent reżysera Vittoria De Siki przy filmie Złodzieje rowerów. W latach 50. XX wieku pracował przy około pięćdziesięciu filmach włoskich i amerykańskich, między innymi Helenie Trojańskiej Roberta Wise’a i Ben-Hurze Williama Wylera. Po raz pierwszy przejął obowiązki reżyserskie, zastępując Mario Bonnarda przy kręceniu obrazu Ostatnie dni Pompei z 1959 roku.

### 1960–1969
Pierwszym autonomicznym dziełem Sergia Leone był nakręcony w 1960 roku, osadzony w czasach starożytnych kostiumowy film przygodowy Kolos z Rodos. Kręcony w Hiszpanii i we Włoszech film traktował o pięciu żołnierzach greckich, którzy dostają zadanie zniszczenia Kolosa Rodyjskiego. Recenzent pisma „The New York Times”, Howard Thompson, ocenił Kolosa z Rodos jako film dobrze wykonany pod względem wizualnym, ale absurdalny pod względem fabuły.
Na początku lat 60. XX wieku we włoskiej kinematografii nastąpił kryzys finansowy, który omal nie przyniósł ruiny finansowej wytwórni Cinecittà, w której pracował Leone. Biorąc pod uwagę sukces niemieckich westernów opartych na powieściach o Winnetou, włoski reżyser nakręcił w 1964 roku film kowbojski Za garść dolarów inspirowany dziełem Akiry Kurosawy Straż przyboczna, rozpoczynający tak zwaną dolarową trylogię. Jego budżet wynosił 200 000 dolarów amerykańskich. Główną rolę bezimiennego kowboja, który przybywa do wioski ogarniętej walką między dwoma gangami, przyjął wówczas mało znany Clint Eastwood, choć Leone zamierzał powierzyć ją Henry’emu Fondzie, a potem Jamesowi Coburnowi. Muzykę do filmu stworzył szkolny kolega reżysera, Ennio Morricone, który stał się stałym współpracownikiem Leone. W Za garść dolarów został przełamany hollywoodzki schemat klasycznego filmu kowbojskiego, w którym istniał wyraźny podział na dobrych bohaterów unikających przemocy i bandytów ją preferujących. Główny bohater filmu kieruje się w swych poczynaniach wyłącznie zyskiem, gangsterzy nie przejawiają żadnych cech pozytywnych, a kobiety, które w hollywoodzkich filmach odgrywały ważną rolę, zostały zmarginalizowane. Dzięki subtelnym zbliżeniom, długim sekwencjom i eksperymentalnej muzyce Morricone Za garść dolarów zyskał miano filmu artystycznego. Jakkolwiek nie był on pierwszym westernem zrealizowanym we Włoszech (przed nim nakręcono około 25 innych), ustanowił podstawę nurtu spaghetti westernów, charakteryzującego się wysokim poziomem przemocy i czarnym humorem. Za garść dolarów odniósł znaczący sukces we Włoszech i innych państwach Europy Zachodniej, zarabiając 3,5 miliarda lirów; przez amerykańską krytykę został przyjęty sceptycznie, mimo to przyniósł w Stanach Zjednoczonych zysk o wartości 14,5 miliona dolarów. Dzięki niemu Eastwood zyskał międzynarodową sławę, a Cinecittà została uratowana przed bankructwem.
Powodzenie Za garść dolarów zachęciło Leone do nakręcenia w 1965 roku kolejnego filmu – Za kilka dolarów więcej. Jego treścią jest rywalizacja między dwoma łowcami nagród (Clint Eastwood i Lee Van Cleef), poszukującymi zbiegłego bandyty (Gian Maria Volonté). Film kosztował równowartość 600 000 dolarów amerykańskich, a po premierze przyniósł zysk w wysokości 3,2 miliarda lirów. Po premierze w Stanach Zjednoczonych Za kilka dolarów więcej zarobił 15 milionów dolarów. Wówczas uzyskał mieszane recenzje – od negatywnych, piętnujących Leone za gloryfikację przemocy, po pozytywne, w których chwalono aktorstwo i realizację techniczną dzieła. Późniejsi krytycy dostrzegali w drugim westernie Leone ponadprzeciętnie zrealizowany film, który przełamał kolejne konwencje klasycznego kina kowbojskiego, z operową niemal muzyką Morricone oraz licznymi zbliżeniami. Sławę dzięki niemu zyskał Van Cleef, który wziął udział w kilkunastu innych włoskich westernach.
W 1966 roku Leone zamknął dolarową trylogię, kręcąc film Dobry, zły i brzydki osadzony w realiach wojny secesyjnej, którego bohaterami była trójka rzezimieszków o odmiennych charakterach (Clint Eastwood, Eli Wallach, Lee Van Cleef), poszukujących skarbca ze złotem. Było to najdroższe dzieło z trylogii, sfinansowane przy udziale wytwórni United Artists, którego budżet wynosił 1 200 000 dolarów amerykańskich, Film zawierał czarny humor, spektakularną akcję i finałową scenę pojedynku trzech bohaterów na cmentarzu. Podobnie jak poprzednie filmy Leone, Dobry, zły i brzydki odniósł sukces komercyjny, zarabiając 3,5 miliona lirów w kraju oraz ponad 25 milionów dolarów w Stanach Zjednoczonych. Otrzymał natomiast negatywne recenzje od krytyków amerykańskich, którzy zarzucali mu marną fabułę, aczkolwiek chwalili stronę wizualną. Ostatecznie jednak film został zrehabilitowany jako klasyk gatunku z wyrafinowaną wizją plastyczną i mistrzowską realizacją.
Popularność trylogii spowodowała, że amerykańska wytwórnia Paramount Pictures zatrudniła Leone w celu nakręcenia kolejnego westernu. Nad scenariuszem filmu zwanego Pewnego razu na Dzikim Zachodzie pracowali Bernardo Bertolucci i Dario Argento. Nakręcony w 1968 roku film podejmował klasyczny wątek budowy kolei, ukazując jednocześnie konfrontację bezimiennego kowboja (Charles Bronson) z bezwzględnym bandytą (Henry Fonda). Budżet filmu wyniósł 3 miliony dolarów. Pewnego razu na Dzikim Zachodzie został ciepło przyjęty przez widzów w Europie Zachodniej, natomiast w Stanach Zjednoczonych, gdzie film ocenzurowano, krytycy odebrali go lekceważąco. Dopiero w latach 80. XX wieku, po ukazaniu się wersji reżyserskiej, zrehabilitowano western Leone jako arcydzieło gatunku, stanowiące hołd dla westernu i zapowiedź jego zmierzchu w filmie.

### 1970–1979
Początek lat 70. XX wieku Sergio Leone spędził na kręceniu westernu opartego na scenariuszu Luciana Vincenzioniego i Sergia Donatiego pod tytułem Garść dynamitu. Film, który został nakręcony w 1971 roku, osadzony był w realiach rewolucji meksykańskiej i traktował o współpracy meksykańskiego rzezimieszka (Rod Steiger) z irlandzkim terrorystą (James Coburn). W Garści dynamitu reżyser powstrzymał się od podtekstów politycznych, charakteryzujących ówczesne włoskie westerny w podobnych realiach. Zamiast tego pokazał ciemną stronę rewolucji, wyrażającą się w masowych egzekucjach. Film, początkowo ostro krytykowany za fabułę, został ostatecznie częściowo zrehabilitowany; krytycy wskazywali na niedopracowany warsztat techniczny i zbędne motywy polityczne, ale również chwalili dynamiczną akcję i muzykę Morricone.
Leone po tym filmie długo nie reżyserował kolejnych; odrzucił propozycję sfilmowania powieści Ojciec chrzestny, którą później zaadaptował Francis Ford Coppola. Zbierał natomiast fundusze do pracy nad planowanym dramatem gangsterskim pod tytułem Dawno temu w Ameryce. Zajmował się też produkcją kilku włoskich filmów, między innymi Nazywam się Nobody w reżyserii Tomina Valerii.
Leone zasiadał w jury konkursu głównego na 24. MFF w Cannes (1971) oraz na 28. MFF w Berlinie (1978).

### 1980–1989
Po zdobyciu odpowiednich funduszy Sergio Leone rozpoczął w 1982 roku zdjęcia do Dawno temu w Ameryce. Film ukazał się w 1984 roku i był opowieścią o życiu gangstera żydowskiego pochodzenia (Robert De Niro) oraz jego przyjaciół od czasów prohibicji do lat 60. XX wieku. Stanowił on polemikę z hollywoodzkimi filmami gangsterskimi, wyrażającą jednocześnie rozczarowanie Leone Stanami Zjednoczonymi i tamtejszym brakiem wartości. 3,5-godzinna saga została bardzo pozytywnie przyjęta przez publiczność poza konkursem na Festiwalu Filmowym w Cannes, jednak na rynek amerykański weszła okrojona o 84 minuty i zmontowana w kolejności chronologicznej, tracąc swą logikę i sens. W wyniku tego film w Stanach odniósł klęskę finansową, zarabiając jedynie ponad 5 milionów dolarów. Reakcje amerykańskich krytyków na oryginalną wersję były różne: od atakującego film Leone Vincenta Canby’ego z „The New York Timesa”, przez chwalącego sposób narracji Richarda Corlissa z magazynu „Time”, po pełnego entuzjazmu Rogera Eberta, który ogłosił Dawno temu w Ameryce arcydziełem. Dzieło Leone otrzymało dwie nagrody BAFTA, uzyskując ostatecznie zdaniem Alicji Helman opinię mistrzowskiej mieszaniny motywów kina gangsterskiego.
Swoją działalność w filmie Leone zakończył jako przewodniczący jury na 45. MFF w Wenecji (1988).

### Śmierć
Pomimo niewydolności serca Leone planował nakręcić film o blokadzie Leningradu, jednak plany przerwała jego śmierć 30 kwietnia 1989 roku. Od 1960 był żonaty z Carlą,  z którą miał troje dzieci: dwie córki – Raffaelę (ur. 26 listopada 1961) i Francescę (ur. 12 marca 1964) oraz syna Andreę (ur. 9 marca 1967).

## Styl filmowy
Mimo przemocy i ironii występującej w filmach Leone australijski krytyk filmu, Arthur Martin, zaliczył twórczość włoskiego reżysera do dzieł romantycznych, dających widzowi wrażenie spełnienia jego cudownych marzeń. Leone parodiował charakterystyczne cechy klasycznego hollywoodzkiego westernu, ale miał także zdolność tworzenia wielkich artystycznych wizji. W dziełach Leone odnajdywano odwołania do postmodernizmu, wyrażające się w ironicznym traktowaniu hollywoodzkich motywów i mitów; na przykład Pewnego razu na Dzikim Zachodzie cechują odwołania do licznych hollywoodzkich westernów, między innymi W samo południe, Jeźdźca znikąd, Miasta bezprawia, Żelaznego konia i Człowieka, który zabił Liberty Valance’a. Brytyjski historyk filmu, Christopher Frayling, doszukał się w trylogii dolarowej nawiązania do dorobku włoskich neorealistów.
W swoich westernach Leone patrzył na Dziki Zachód z perspektywy Europejczyka, w związku z czym z ironią podchodził do hollywoodzkich mitów z amerykańskich filmów kowbojskich. Jednocześnie, układając swe dzieła z klasycznych filmów gatunku, nie odejmował im swego mitologicznego charakteru. Westerny Leone nie zawierają żadnych przesłań moralnych, typowych dla tradycyjnych filmów kowbojskich. Również Dawno temu w Ameryce wyraża rozczarowanie reżysera Stanami Zjednoczonymi i rewiduje pozytywne poglądy na to państwo.
Leone zasłynął wieloma zabiegami technicznymi. W Dobrym, złym i brzydkim reżyser po raz pierwszy zastosował na dużą skalę wielkie zbliżenia, a krajobrazy pustynne zostały sfilmowane tak, by przypominały sztukę surrealistyczną. Z kolei w Dawno temu w Ameryce częste zmiany czasu akcji zaburzały strukturę narracyjną, a momenty liryczne przeplatały się z wysoką brutalnością.
Filmy Leone cechuje staranne budowanie napięcia oraz misterne układanie zagadek fabularnych, które widz musi rozwiązać. Ważną rolę w filmach włoskiego reżysera odgrywa też harmonia obrazu z muzyką.

## Znaczenie
Sergio Leone wywarł znaczący wpływ na rozwój dalszej kinematografii. Bezpośrednio wpłynął on na brutalne filmy Sama Peckinpaha z Dziką bandą na czele; Peckinpah przyznał się, że bez znajomości twórczości włoskiego reżysera nie mógłby wyprodukować tego filmu. Zdaniem Adriana Martina twórczość Sergia Leone (szczególnie Za garść dolarów) przyczyniła się do narodzin nowego rodzaju kina, stanowiąc wyraźną inspirację dla kontestacyjnych dzieł Francisa Forda Coppoli, Martina Scorsese czy Philipa Kaufmana. Styl Leone naśladowali też tacy twórcy, jak George Miller, John Woo czy Sam Raimi; Robert Rodriguez stworzył wyraźnie inspirowane jego twórczością filmy Desperado i Pewnego razu w Meksyku. Clint Eastwood zadedykował Leone (a także Donowi Siegelowi) rewizjonistyczny western Bez przebaczenia. Quentin Tarantino z drugiej części Kill Billa, również dedykowanej Sergiowi Leone, uczynił film naśladujący spaghetti westerny włoskiego reżysera, w którym przejawiał, podobnie jak Leone, skłonność do drobiazgowego przedstawiania szczegółów sceny. Podobnie w stylu włoskiego reżysera był utrzymany film Bękarty wojny. Bezpośrednie naśladownictwo dzieła Leone stanowił film Dobry, zły i zakręcony w reżyserii Kim Ji-woona.

## Nagrody
Sergio Leone otrzymał następujące nagrody:
- wyróżnienie honorowe René Clair Award (1984),
- nagroda Kinema Junpo (1984),
- Srebrna Wstęga (1985),
- Nagroda Nocciola D’Oro na Giffoni Film Festival (1987)[70]

## Filmografia
| Rok  | Film                             | Uwagi                               |
| ---- | -------------------------------- | ----------------------------------- |
| 1960 | Kolos z Rodos                    | Film kostiumowy.                    |
| 1964 | Za garść dolarów                 | Pierwszy film z trylogii dolarowej. |
| 1965 | Za kilka dolarów więcej          | Drugi film trylogii.                |
| 1966 | Dobry, zły i brzydki             | Trzeci film trylogii.               |
| 1968 | Pewnego razu na Dzikim Zachodzie |                                     |
| 1971 | Garść dynamitu                   |                                     |
| 1984 | Dawno temu w Ameryce             | Dramat gangsterski.                 |